# Råsted
Råsted – miasto w Danii, w regionie Jutlandia Środkowa, w gminie Randers.